# (668) Dora
(668) Dora es un asteroide perteneciente al cinturón de asteroides, región del sistema solar que se encuentra entre las órbitas de Marte y Júpiter, más concretamente a la familia de Dora, descubierto el 27 de julio de 1908 por A. Kopff desde el Observatorio de Heidelberg-Königstuhl, Alemania.

## Designación y nombre
Designado provisionalmente como 1908 DO. Fue nombrado Dora en homenaje a una amiga de la esposa de August Kopff.

## Características orbitales
Dora está situado a una distancia media del Sol de 2,792 ua, pudiendo alejarse hasta 3,450 ua y acercarse hasta 2,134 ua. Su excentricidad es 0,235 y la inclinación orbital 6,843 grados. Emplea 1704,52 días en completar una órbita alrededor del Sol.

## Características físicas
La magnitud absoluta de Dora es 12. Tiene 21,517 km de diámetro y su albedo se estima en 0,042. Está asignado al tipo espectral Ch según la clasificación SMASSII.